# Campeonato Mundial de Gimnasia Artística de 1992
El XXVII Campeonato Mundial de Gimnasia Artística se celebró en París (Francia) entre el 15 y el 19 de abril de 1992 bajo la organización de la Federación Internacional de Gimnasia (FIG) y la Federación Francesa de Gimnasia.
En este campeonato no se compitió en el concurso por equipos ni en la general individual.

## Resultados

### Masculino
| Evento            | Oro                                                                | Plata                                  | Bronce                                                       |
| ----------------- | ------------------------------------------------------------------ | -------------------------------------- | ------------------------------------------------------------ |
| Suelo             | Igor Korobchinski CEI 9,812 pts.                                   | Vitali Shcherbo CEI 9,687 pts.         | Maik Krahberg · Alemania · 9,625 pts.                        |
| Caballo con arcos | Gil Su Pae Corea del Norte Vitali Shcherbo CEI Jing Li China 9,850 |                                        |                                                              |
| Anillas           | Vitali Shcherbo CEI 9,900                                          | Szilveszter Csollany · Hungría · 9,850 | Grigori Misutin CEI 9,837                                    |
| Salto de potro    | Ok Ryul Yoo Corea del Sur 9,675                                    | Igor Korobchinski CEI 9,587            | Curtis Hibbert · Canadá · Víctor Colón · Puerto Rico · 9,581 |
| Paralelas         | Jing Li China Aleksey Voropayev CEI 9,887                          |                                        | Valeri Belenki CEI 9,800                                     |
| Barra fija        | Grigori Misutin CEI 9,862                                          | Jing Li China 9,825                    | Igor Korobchinski CEI 9,787                                  |

### Femenino
| Evento             | Oro                                  | Plata                                                | Bronce                                                   |
| ------------------ | ------------------------------------ | ---------------------------------------------------- | -------------------------------------------------------- |
| Suelo              | Kim Zmeskal Estados Unidos 9,937     | Henrietta Onodi · Hungría · 9,912                    | Maria Neculita · Rumania · Tatiana Lisenko · CEI · 9,887 |
| Salto de potro     | Henrietta Onodi · Hungría · 9,950    | Svetlana Boginskaya CEI 9,943                        | Oxana Chusovitina CEI 9,937                              |
| Barras asimétricas | Lavinia Milosovici · Rumania · 9,950 | Betty Okino Estados Unidos 9,900                     | Mirela Pasca · Rumania · 9,887                           |
| Barra              | Kim Zmeskal Estados Unidos 9,925     | Yifang Li · China · Maria Neculita · Rumania · 9,850 |                                                          |

## Medallero
| Núm. | País            | Oro | Plata | Bronce | Total |
| ---- | --------------- | --- | ----- | ------ | ----- |
| 1    | CEI             | 5   | 3     | 5      | 13    |
| 2    | China           | 2   | 2     | 0      | 4     |
| 3    | Estados Unidos  | 2   | 1     | 0      | 3     |
| 4    | Hungría         | 1   | 2     | 0      | 3     |
| 5    | Rumania         | 1   | 1     | 2      | 4     |
| 6    | Corea del Sur   | 1   | 0     | 0      | 1     |
| 6    | Corea del Norte | 1   | 0     | 0      | 1     |
| 8    | Alemania        | 0   | 0     | 1      | 1     |
| 8    | Canadá          | 0   | 0     | 1      | 1     |
| 8    | Puerto Rico     | 0   | 0     | 1      | 1     |
|      | TOTAL           | 13  | 9     | 10     | 32    |